# فرودگاه شهرستان آلیگینی
فرودگاه شهرستان آلیگینی (به انگلیسی: Allegheny County Airport) یک فرودگاه است . این فرودگاه در کشور ایالات متحده آمریکا قرار دارد .